# Heggadehalli, Tarikere
Heggadehalli là một làng thuộc tehsil Tarikere, huyện Chikmagalur, bang Karnataka, Ấn Độ.